# Alen Halilović
Alen Halilović (Dubrovnik, 18 de junho de 1996) é um futebolista croata que atua como meio-campista. Atualmente atua pelo Fortuna Sittard.

## Clubes

### Dínamo Zagreb
Formado nas categorias inferiores do Dínamo Zagreb, foi o mais jovem a estrear no primeira divisão do Campeonato Croata e o segundo na Liga dos Campeões da UEFA, despertando o interesse de grandes clubes europeus.
Pelo time croata, Halilović venceu 2 vezes o campeonato nacional, a primeira vez foi na temporada 2012-13, e a segunda em 2013-14. Pelo clube, o jogador também participou da Champions League de 2012-13, Champions League de 2013-14 e Europa League de 2013-14.[carece de fontes?]
Além dele, o jovem jogador dividiu elenco com outra promessa do futebol croata, o meio-campista Mateo Kovačić. Ambos chegaram a jogar juntos em algumas oportunidades e Mateo pôde dar uma assistência para Alen no segundo gol dele no Campeonato Croata.[carece de fontes?]
Sua saída de seu país natal se deveu a pressão do Dínamo. A proposta do Barcelona era muito boa, mas o jogador, futuramente, reconheceu que não devia ter deixado Zagreb tão cedo na carreira:
| “                                      | Não pude resistir à pressão do Dínamo, que queria que eu saísse. O ideal seria que eu tivesse ficado mais três ou quatro anos e pudesse ter me desenvolvido ainda mais. Mas o Barcelona também era o clube dos meus sonhos. Lionel Messi sempre foi meu ídolo. Pude treinar com ele e só posso dizer que ele é o melhor do mundo. Acho que ele é melhor que Ronaldo, que conheci como adversário na Espanha. | ” |
| — O jogador sobre sua ida à Catalunha. | |   |

### Barcelona

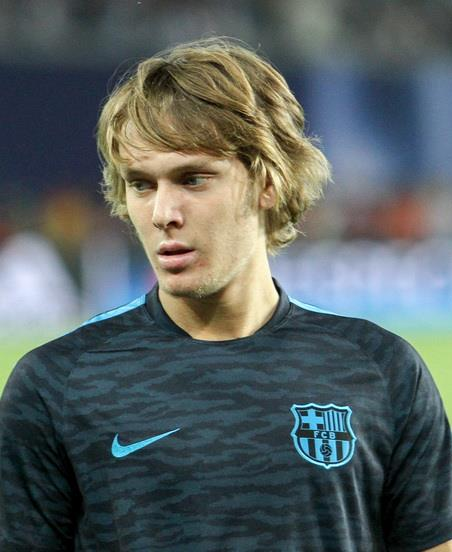
Halilović em 2015.

Em 26 de maio de 2014 foi contratado pelo Barcelona até 2019, por 2,2 milhões de euros, atuando inicialmente no Barcelona B.
Alen chegou com muita expectativa em solo Catalão. Meses depois, em janeiro de 2015, outro jovem jogador, comparado ao craque argentino Lionel Messi, chegaria ao rival do Barcelona, o Real Madrid.
Dado a semelhança de ambos, o norueguês Martin Ødegaard foi considerado, na época, um "rival" do croata, já que ambos eram considerados futuros craques de suas respectivas seleções.
Sua carreira naquele período contrastou com a de Dani Olmo. O espanhol deixou a equipe catalã no mesmo ano para conquistar algum espaço no elenco do Dínamo Zagreb, enquanto Halilović, buscando ascensão no futebol mundial, deixou o mesmo clube croata para chegar ao Barcelona. Contudo, de maneira similar a Olmo, Alen não atingiu a minutagem esperada, enquanto Dani crescera o nível na Croácia.
No time principal, o jogador esteve inscrito na campanha vitoriosa do time catalão na Copa Do Rei de 2014-15.[carece de fontes?] Ele atuou apenas na vitória por 4-0 do seu time contra o Elche pelas Oitavas de final no jogo de volta.[carece de fontes?]
No time B, disputando a La Liga 2, o croata disputou 29 jogos, marcou 4 gols e deu 1 assistência. Seu primeiro gol pelo clube veio no dia 22 de novembro de 2014, quando enfrentou o Ponferradina no empate de 4-4.[carece de fontes?]
Ao fim da temporada, o clube foi rebaixado para a terceira divisão espanhola após ter sido o último colocado.
Existiu tanta expectativa em Alen, especialmente as comparações com Lionel Messi e Luka Modrić, que o jogador foi altamente valorizado, já que compartilhava de um estilo de jogo driblador de Messi, e possuía a mesma nacionalidade de Luka. Todavia, futuramente, Halilović disse que isso o incomodou de certo modo:
| “                                                                              | No começo é legal quando falam assim de você, mas também se espera muito de você e nessa idade isso te incomoda um pouco. Queria mostrar que podia jogar futebol como Messi ou Modric, mas não é assim que o futebol funciona. Gostaria de aconselhar os meninos de dezesseis ou dezessete anos que estão atualmente passando por algo assim a serem eles mesmos. | ” |
| — Alen, sobre sua passagem na Catalunha e a grande expectativa em seu futebol. | |   |

### Sporting Gijón (empréstimo)
Em agosto de 2015, Halilović foi emprestado ao Sporting de Gijón para a temporada 2015–16.
| “                                          | O Barça preferiu que eu viesse para o Sporting do que para outro clube da Inglaterra ou da Alemanha. Falei depois com Luis Enrique, que me disse que o melhor para mim era vir para Gijón, onde estarei numa boa equipa, uma equipa jovem. Voltei a falar com o Abelardo, vi que o Sporting me queria e me conhecia bem, porque jogámos um contra o outro na segunda divisão, depois falei sobre isso com os meus pais. Disseram-me que era o melhor a fazer. E eu assinei. | ” |
| — Alen sobre assinar com o Sporting Gijón. | |   |

Pelo clube, Alen contribuiu com 5 gols e 5 assistências em 37 jogos. Sua principal partida foi na estreia do jogador pela Copa do Rei, quando fez 2 gols no empate em 3-3 contra o Real Betis. Apesar do resultado, o clube de Gijón foi eliminado pelo gol fora.[carece de fontes?]
No fim da temporada, o time foi quase foi rebaixado para a La Liga 2, pois ficou em 17º colocado. Mas o auxílio do croata e dos demais companheiros fizeram o clube se manter na primeira divisão.[carece de fontes?]
Mesmo com esse fim dramático, o jogador conseguiu conquistar um espaço no coração da maioria dos torcedores. Alen havia chegado com uma enorme expectativa ao Gijón, e conseguiu ser um dos positivos destaques da equipe naquela campanha irregular ao longo do ano. No clube, Halilović chegou a ser apelidado de "Guajilovic" (uma mistura de "guaje", menino, com "Halilović", seu sobrenome) e "Messi dos Balcãs", já que era um habilidoso jogador na equipe rojiblanca.
Mesmo após anos desde sua saída, o atleta passava a ter seu nome vinculado ao time espanhol, mas não retornou ao time ao longo de suas épocas.

### Hamburgo
Ao fim do empréstimo ao Sporting, foi negociado ao Hamburgo por cinco milhões de euros. Foi reservado ao Barcelona o direito de recompra durante as duas próximas temporadas.
Pelo time alemão, Alen marcou apenas 1 gol em 7 jogos. Seu gol foi na primeira partida da Copa da Alemanha de 2016-17, onde fez o gol da vitória simples contra o FSV Zwickau.

### UD Las Palmas (empréstimo)
Em 27 de janeiro de 2017, Halilović retorna à La Liga. Agora em empréstimo do Hamburgo para o Las Palmas até o fim da próxima temporada.
Nos primeiros 6 meses de clube, Alen contribuiu com 2 assistências em 18 jogos, e viu seu time garantir a 14ª colocação no campeonato espanhol de 2016-17.[carece de fontes?]
Na temporada seguinte, o jogador manteve o número de assistência, mas conseguiu também contribuir com 2 gols. Entretanto, o time não conseguiu repetir a campanha regular, e foi rebaixado, pois ficou na 19ª colocação.

### Milan
Em 3 de julho de 2018, Halilović fecha contrato com o Milan, após seu contrato com o Hamburgo expirar. De acordo com o próprio jogador, foi Kevin-Prince Boateng, seu ex-colega de Las Palmas, que o convenceu a assinar com o time italiano.
Pelo time de Milão, Alen disputou 3 jogos. Todos pela Europa League de 2018-19. Foi a segunda vez que o jogador disputou a Europa League, mas sem marcar gols ou distribuir assistências.
Anos depois, o croata refletiu sobre seus anos iniciais no futebol, e comentou sobre o que faria de diferente em sua carreira:
| “                                                        | Se eu pudesse mudar alguma coisa na minha carreira, teria ficado na Espanha. Eu deveria ter ouvido o Barça e ter ido emprestado a outro time da La Liga. Comecei bem em Hamburgo, mas depois o treinador e o diretor técnico foram demitidos. Então as coisas ficaram difíceis. Voltei para a Espanha, para Las Palmas, foi uma boa escolha… mas aí apareceu o AC Milan. Infelizmente não tive muitas oportunidades. | ” |
| — Alen sobre seus anos no Barcelona, Las Palmas e Milan. | |   |

### Standard Liège (empréstimo)
Em 1 de fevereiro de 2019, Halilović é emprestado para o clube belga Standard Liège, em um contrato de 18 meses. Sua chegada ao clube belga foi algo que o jogador teve interesse, em sua apresentação, ele comentara sobre isso e sua passagem curta no Milan.
| “                                 | O técnico (Gennaro Gattuso) sempre disse que estava muito feliz comigo, mas nunca me deixou jogar (no Milan). Com certeza tive que me adaptar na Itália, aprendi muito taticamente, mas quase não joguei lá. Isso tem que acontecer na minha idade. Quero poder mostrar meu potencial. Por isso queria ser emprestado ao Standard por uma temporada e meia. Posso jogar aqui com jogadores fantásticos como Carcela, Marin e Cimirot. Estou convencido de que seremos capazes de nos combinar bem. | ” |
| — Alen sobre assinar com o Liège. | |   |

Contudo, fez apenas 14 jogos até o final da mesma temporada e rescindiu o empréstimo.

### Heerenveen (empréstimo)
Em 3 de setembro de 2019, foi emprestado novamente para um clube. Dessa vez seu destino foi a Eredivisie no Heerenveen por uma temporada. 2 anos antes da chegada de Alen, seu "rival norueguês" havia assinado, também por empréstimo, com o mesmo clube neerlandês na intenção de ganhar mais jogos na carreira.
Pelo time principal, o jogador fez 20 jogos, dando 4 assistências e fazendo 1 gol. Na mesma partida que fez seu gol, minutos antes disso, o jogador havia chutado a bola de fora da área, todavia o chute foi muito para cima e acertou a lanchonete do clube.
Ao voltar de empréstimo, Halilović teve seu contrato rescindido com o Milan no dia 6 de outubro de 2020.

### Birmingham
Em 23 de novembro de 2020 ele assina com o Birmingham da segunda divisão da Inglaterra. Na época, o clube carioca Vasco da Gama, comandado pelo português Ricardo Sá Pinto, também demonstrou interesse na contratação do jogador, porém o descartou após a pedida salarial.
Na Inglaterra, o jogador teve 17 jogos e 1 gol. Ao final da temporada, o jogador optou por não renovar com o Birmingham, Alen teve momentos de incerteza na equipe durante a reta final do campeonato. O jogador viu suas chances ficarem ainda menores após a chegada de Tahith Chong no time inglês. Com isso, decidiu que não renovaria com o clube.

### Reading
Em 27 de Agosto de 2021, Alen permanece na mesma divisão inglesa, entretanto assinando pelo Reading por uma temporada.
No time de Berkshire, o croata fez 12 aparições, marcando 1 gol e dando 2 assistências. Essa temporada foi marcada por lesões que o tiraram de 18 jogos. Sua última aparição pelo clube foi no dia 3 de janeiro de 2022, quando o time empatou com o Derby County em 2-2.

### Rijeka
Em 6 de julho de 2022, Alen foi anunciado pelo Rijeka. Em sua volta à Croácia, o jogador disse:
| “ | Estou em contato com o Rijeka há muito tempo. Queria voltar à Croácia nesta temporada. Estou satisfeito e feliz por estar aqui em Rijeka. Conversamos e conversamos por muito tempo e conheço bem o clube e é por isso Resolvi dar esse passo. Acompanhei a HNL na última temporada, mais do que nunca, foi muito interessante e isso é uma motivação ainda maior para mim. Uma boa equipe está se formando nesta temporada, há um bom ambiente e insisti em vir o mais cedo possível e que começamos a trabalhar o mais rápido possível. | ” |

O jogador ganhou a camisa 10, e marcou seu primeiro gol em uma batida de pênalti contra o HNK Gorica no dia 9 de outubro de 2022. Na ocasião, o time venceu por 2-0.
No dia 31 de janeiro de 2023, o jogador rescindiu seu contrato com o clube croata após 11 jogos e 1 gol marcado.
Ele, no dia seguinte, havia viajado para Grécia, onde assinaria com o Aris FC. Mas, no dia 2, o jogador não pôde assinar com o time. De acordo com a  BN Sports da Grécia, Halilović foi reprovado nos testes ergométricos. Por outro lado, a Gazzetta grega afirma que um motivo adicional para o término das negociações é o fato de Alen ter demandas financeiras maiores no último momento do que o que foi previamente acordado. A informação do jogador, em seu Instagram, foi de que o clube não havia respeitado o valor que ambos tinham previamente acordado.

### Fortuna Sittard

#### 2023–24

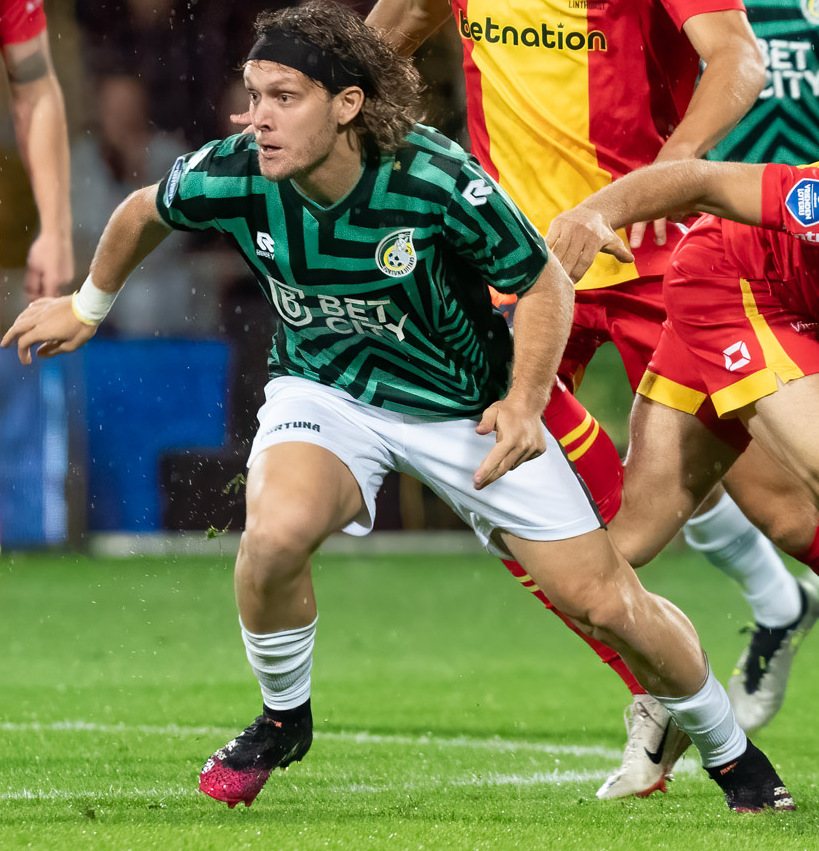
Alen em 2023.

No dia 18 de julho de 2023, após ficar 6 meses longe dos gramados, o croata assinou um contrato de uma temporada com o Fortuna Sittard. No contrato, há uma opção de renovação automática para mais duas temporadas. É sua volta à Eredivisie após 4 temporadas. 
Em sua apresentação, o jogador de 27 anos disse:
| “ | É bom estar de volta à Holanda. Falei com alguns amigos que jogam no Fortuna Sittard e eles estavam muito empolgados com os objetivos do clube para o futuro. Estou muito ansioso para começar a jogar pelo Fortuna Sittard e conhecer todos os meus novos companheiros de clube. | ” |

Em seus primeiros meses de 2023, o jogador conseguiu participar diretamente de 4 gols (dividido igualmente entre gols e assistências) nas primeiras 16 partidas de Eredivisie.
Já em 2024, o jogador passou muitas rodadas sem participar diretamente de gols. Contudo, na 20ª jornada, ele reencontrou seu ex-clube, o Heerenveen, e marcou dois gols em um empate por 3 a 3 na Eredivisie. Com 4 gols na Liga Neerlandesa, o jogador sentia que conseguia performar o seu futebol de maneira positiva, algo que ele não conseguia realizar antigamente. Por isso, tratou de comentar, em entrevista, suas vontades para próxima temporada:

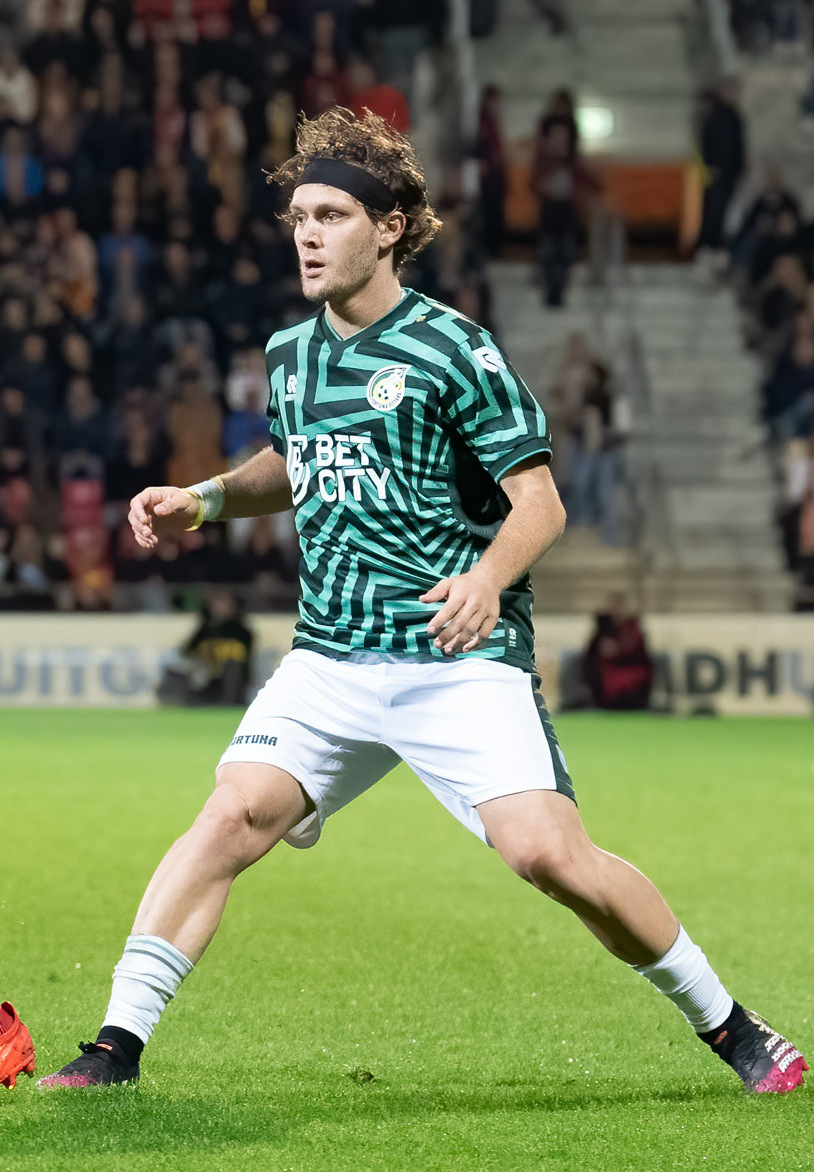
Halilović em 2023.

| “                           | Esta competição combina com as minhas qualidades. Pela primeira vez em anos me preparei bem e posso jogar todas as semanas. Agora volto a jogar futebol no meio, é o que prefiro. Isso não tem sido possível nos últimos anos. Estou mais calmo agora. Eu costumava ficar pensando e pensando depois de um erro, agora é só olhar mais longe. Estou bem aqui, mas não será fácil para mim ficar. Estou pronto para voltar ao nível superior. Não por isso. Recebi outra boa oferta da Arábia Saudita em janeiro, mas quero provar meu valor na Europa. | ” |
| — Alen sobre sair do clube. | |   |

Após a declaração, o croata oscilou entre os jogos e passou a figurar constantemente no banco de reservas. Todavia, mesmo que tenha deixado de ter sido relacionado nas duas últimas partidas da equipe na Eredivisie, terminou sua campanha com quatro gols marcados em 31 jogos. Desse modo, além de ter sido um dos destaques daquela época, conseguiu renovar seu contrato automaticamente por mais duas temporadas.
Disputando a Copa dos Países Baixos, Halilović estreou fazendo o único gol do jogo contra o Sparta Nijkerk em cobrança de pênalti. Na competição, o time conseguiu ir avançando em muitos jogos, mesmo que sem a participação dele em gols, mas estacionou nas quartas de final, onde foram eliminados pelo Groningen nas penalidades.
Alen terminou a temporada com cinco gols em 34 partidas. A última vez que o croata havia feito tantos jogos em uma mesma temporada foi quando ele foi emprestado ao Sporting Gijón em 2015. Porém, mesmo sendo um jogador importante na equipe, a sua permanência ali era incerta. Antes do fim da época, o diretor técnico do Fortuna Sittard afirmou que a continuidade de Halilović no clube não era totalmente garantida por conta do interesse equipes de outros países.

#### 2024–25

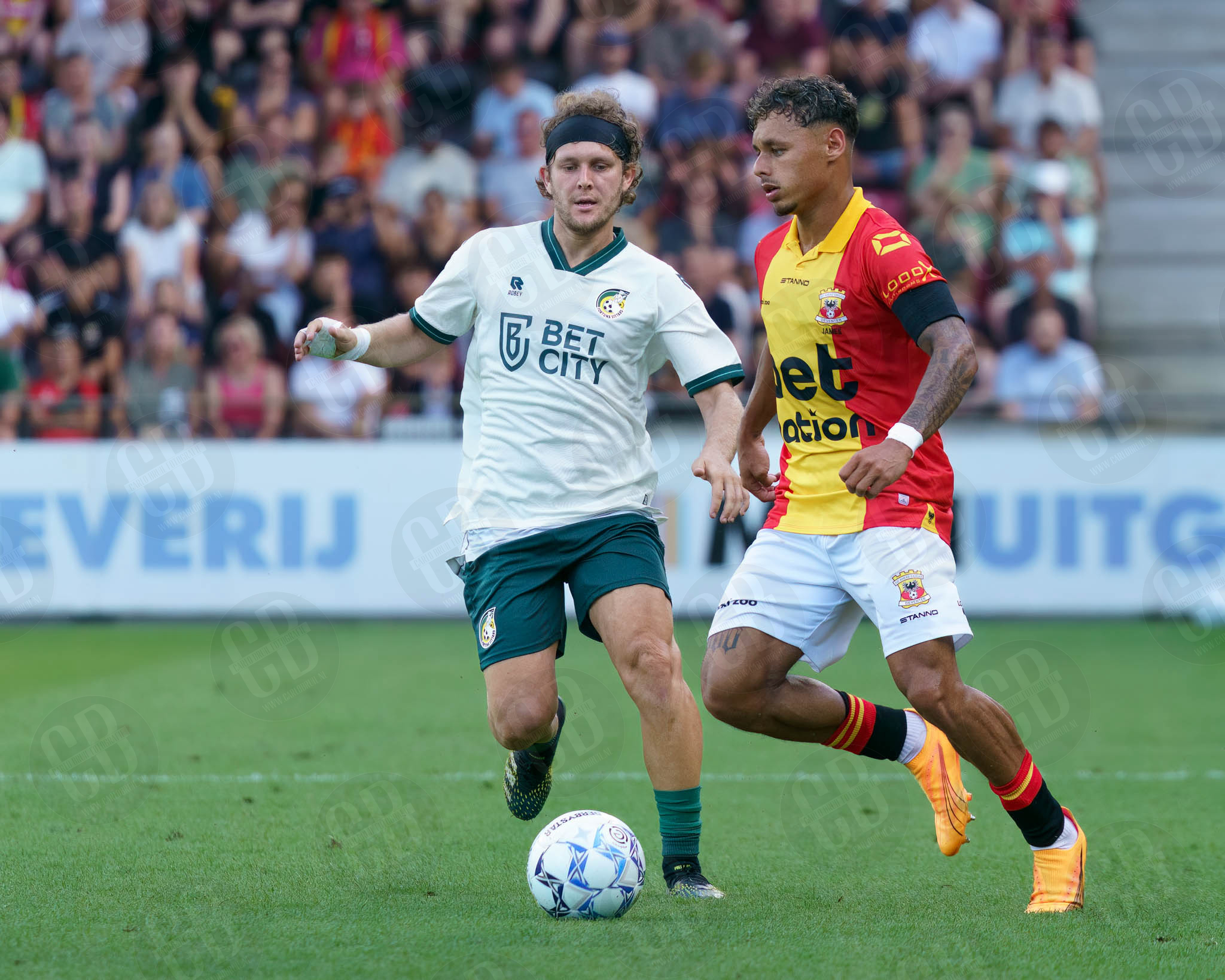
Halilović em sua estreia contra o Go Ahead Eagles.

Apesar da incerteza inicial, o jogador continuou na equipe no começo da época. Ele estreou na primeira rodada da Eredivisie e marcou o primeiro gol do time na competição em uma vitória diante o Go Ahead Eagles por 2 a 0, repetindo o feito na partida seguinte contra o Almere City.
Ao longo de seus primeiros dez jogos, contribuiu diretamente com três gols para sua equipe (tendo feito uma assistência diante o PSV) e conseguiu conquistar a atenção dos torcedores e de ex-futebolistas do país. No início da época, o lendário Rafael van der Vaart afirmou que o jogador deveria ser observado pelo Ajax ou o Feyenoord, para que um dos tradicionais clubes o contratasse:
| “                                                       | Halilović seria excelente jogando atrás de Brian Brobbey, com Steven Bergwijn na esquerda ou Bergwijn na ala direita. O Ajax definitivamente deveria contratá-lo. O cara tem muita qualidade e técnica. Ele é um verdadeiro talento natural. Se o Ajax trabalhar nessa transferência, ele definitivamente pode se juntar a eles. | ” |
| — Rafael van der Vaart sobre o desempenho de Halilović. | |   |

Van der Vaart foi um dos nomes que elogiou Alen ao longo da temporada, tendo insistido frequentemente, como comentarista, na contratação do jovem croata ao time de Amsterdão. Além dele, o treinador do Fortuna, Danny Buijs, também dissera que o talento do jogador podia ser melhor aproveitado em equipes que tivessem mais a posse de bola, apesar de ter, por vezes, questionado sobre sua inconsistência em algumas partidas – algo que também foi notado pelo Ajax.
Halilović foi amplamente considerado o melhor jogador do Fortuna antes mesmo do fim da época, sendo chamado, por conta de sua habilidade com a pelota, de "escorregadio" pelos jornais neerlandeses. Tamanho havia sido seu impacto que, no segundo dia de janeiro, a ESPN local preparou um documentário de quase uma hora abordando a carreira do jogador até aquele momento. Desse modo, os tabloides locais o indagavam sobre uma possível transferência ao findar da Eredivisie, algo que ele afirmava não estar 'pensando nisso'.
Ao mesmo tempo que se destacava pela sua visão de jogo e dribles, o jogador sofria com as condições do gramado da equipe que jogava. Em determinada oportunidade, em janeiro de 2025, afirmou que o gramado do Fortuna Sittard era um dos piores da Eredivisie. O clube, ciente dos problemas, optou por contratar o especialista em gramados Erwin Beltman – que cuidou do campo do Feyenoord por nove anos – para garantir uma melhora nos jogos em jogos como mandante. No último jogo de março de 2025, diante o Heracles Almelo, o trabalho de Erwin parecia bom até que os jogadores passassem a cair novamente; em uma dividida com o defensor Mats Rots, o croata tivera um sangramento na canela e foi substituído aos 29 minutos de jogo por conta da pequena lesão. Tal problema físico fizera com que o camisa 10 tivesse menos minutos disputados nas próximas rodadas.
Eventualmente, o camisa 10 sofreria outra lesão no dia 5 de abril. Com tal problema no tornozelo, Alen deixou os gramados aos 24 minutos de jogo e deixou de participar das demais partidas da equipe que ainda buscava vaga em competições europeias. Concluindo a época de maneira antecipada, o croata participou de 28 partidas, marcou dois gols e deu quatro assistências. Apesar de ter tido menos tentos que antes, Halilović foi amplamente elogiado pelos veículos de comunicação dos Países Baixos e passou a ser cogitado em times diversos da Europa.

## Seleção Nacional

#### Seleção Sub-17
Enquanto esteve com a Croácia Sub-17, o jogador conseguiu disputar a Copa do Mundo da Categoria em 2013. Lá, a sua seleção foi elimina ainda na Fase de Grupos, mas com Alen marcando um gol na derrota diante a Seleção Uzbeque.

#### Seleção Sub-21
Com a Seleção Sub-21, Halilović conseguiu participar do Campeonato Europeu de Futebol Sub-21 em 2019. Contudo, mesmo tendo sido o capitão da equipe durante as Eliminatórias, não chegou a liderar seu país na Euro. E, ainda que tivesse sido um dos goleadores, não chegou a repetir esse feito e os croatas deixaram a competição precocemente sem vencer nenhum jogo.

### Seleção Principal

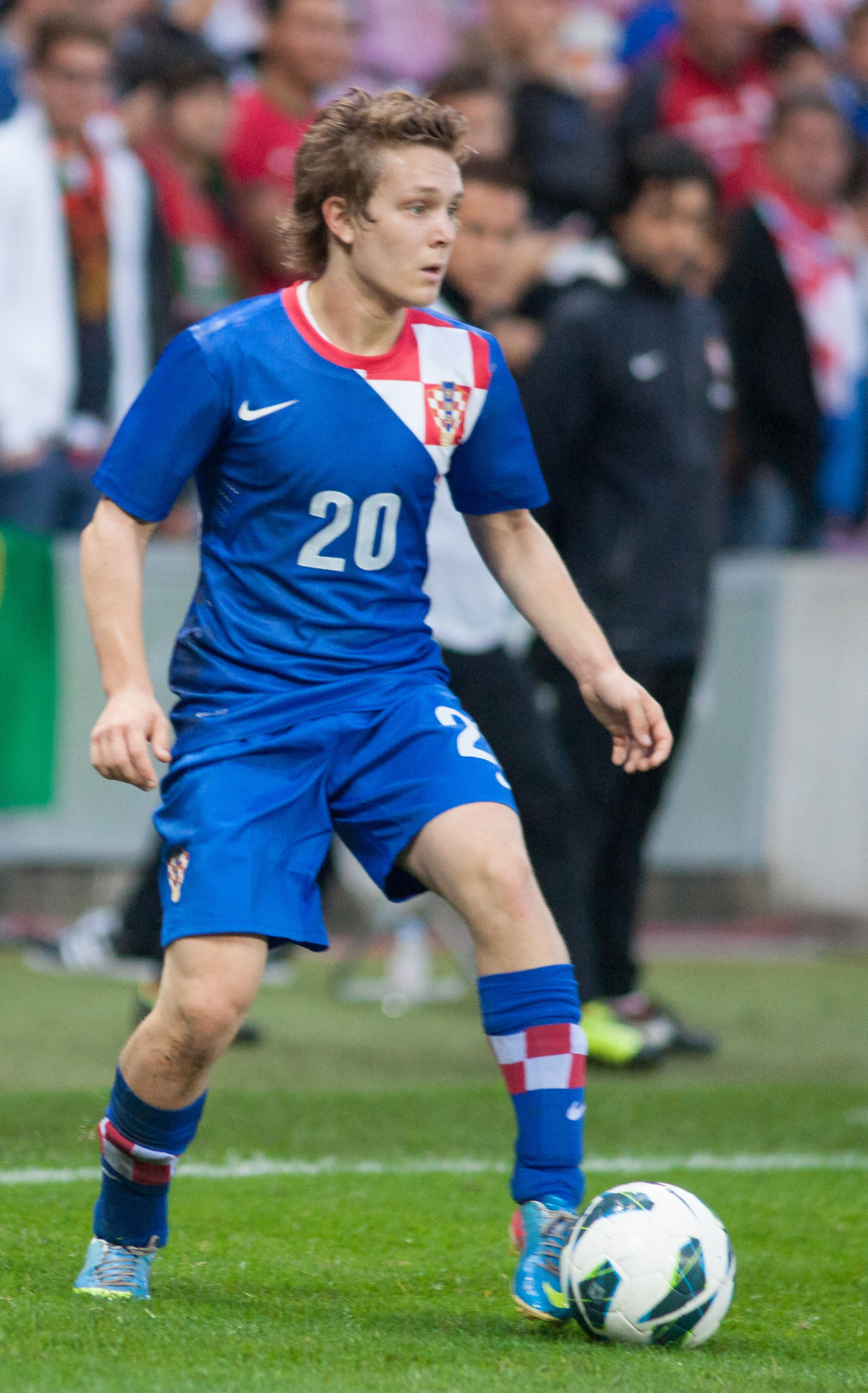
Alen em ação em sua estreia pela seleção croata

Integrou desde muito jovem as categorias de base da Seleção Croata. Pela seleção principal, estreou em 10 de junho de 2013 contra a Portugal com dezesseis anos e onze meses de idade.

#### Eliminatórias da Eurocopa de 2016
Alen atuou duas vezes com a Croácia pelas Eliminatórias da Euro de 2016. Nos jogos, o jovem não fizera gols, mas sua seleção conseguiu a vitórias nessas partidas. Sua estreia aconteceu no dia 23 de março de 2016, contra a Seleção de Israel. Dois meses depois, contra Moldávia, Halilović fizera seu então último jogo oficial com a camisa Croata.
Na Seleção, o jogador foi "apadrinhado" pelo seu colega de Barcelona, o também meio-campista Ivan Rakitić. Após o jogador ver que Halilović havia ficado de fora dos convocados para Eurocopa de 2016, o jogador disse ter ficado "surpreendido", mas que respeitaria a decisão do treinador Ante Čačić:
| “                                                                           | É a decisão do treinador e há que respeitar. Mas estou muito surpreendido porque o Halilović trabalhou muito para a seleção e realizou uma fase de qualificação fenomenal. | ” |
| — Ivan Raktić sobre a ausência de Halilović na disputa da Eurocopa de 2016. | |   |

Em junho de 2019, quando atuava pelo Milan, o jogador voltou a ser convocado para Seleção Croata. Na ocasião, a equipe europeia iria enfrentar a Tunísia em um amistoso. Alen entrou em campo e jogou por pouco mais de 30 minutos na derrota dos croatas por 2–1.

## Vida pessoal
Seu pai, Sejad Halilović, foi jogador da Seleção Bósnia.
Alen possui um irmão mais novo chamado Dino Halilović, que também é jogador de futebol.

## Títulos

#### Dínamo Zagreb
- Campeonato da Croácia: 2012–13, 2013–14
- Supercopa da da Croácia: 2013

#### Barcelona
- Copa do Rei: 2014–15

### Prêmios individuais
- 50 jovens promessas do futebol mundial de 2016[68]